# L'Alqueria de la Comtessa
L'Alqueria de la Comtessa, en valencien et officiellement, (Alquería de la Condesa en castillan), est une commune d'Espagne de la province de Valence dans la Communauté valencienne. Elle est située dans la comarque de la Safor et dans la zone à prédominance linguistique valencienne.

## Géographie

Localisation de L'Alqueria de la Comtessa
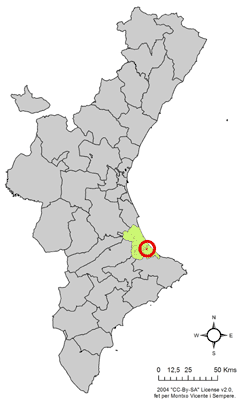
dans la Communauté valencienne.
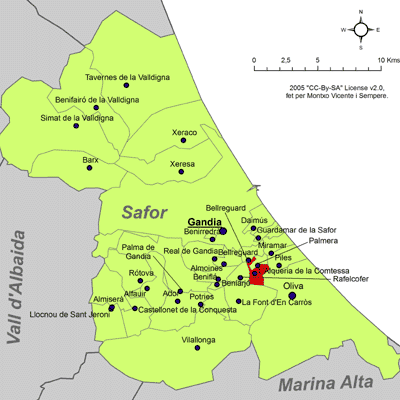
dans la comarque de la Safor.

Située entre les villes de Gandia et Oliva, près de la côte. Le territoire de la commune est plat, si l'on excepte une petite colline de 176 m. le Monte Rabat au sud de la commune. Le terrain est argileux. À l'Ouest, on trouve le ravin de Seret (barranc de Seret).
Le climat y est méditerranéen, les vents dominants viennent du Nord et de l'Est, et ce sont ces derniers qui causent les pluies. Du nord-ouest au sud-est, le village est traversé par la route de Gandia à Oliva, et perpendiculairement à celle-ci par celle de Piles à Rafelcofer.

### Localités limitrophes
Le village de l‘Alqueria de la Comtessa est entouré par les communes suivantes, faisant toutes partie de la province de Valence : Bellreguard, La Font d'en Carròs, Oliva, Palmera, Piles et Rafelcofer.

## Histoire
L'origine de ce village remonte à un hameau (alquería en espagnol) mauresque, qui appartenait au duché de Gandia. En 1562, l‘Alqueria dels Frares (Alquería de los Frailes en castillan) fut rattachée au village. C'est une paroisse indépendante depuis 1773.

## Démographie
| 1990  | 1992  | 1994  | 1996  | 1998  | 2000  | 2002  | 2004  | 2005  |
| ----- | ----- | ----- | ----- | ----- | ----- | ----- | ----- | ----- |
| 1.605 | 1.541 | 1.557 | 1.487 | 1.457 | 1.382 | 1.414 | 1.462 | 1.486 |

## Économie
Basée traditionnellement sur l'agriculture, la superficie cultivée occupe la majeure partie des terres communales. Dans la partie sèche, on peut trouver des oliviers et des caroubiers. Dans la partie irriguée, qui occupe une place plus importante, la culture des oranges est dominante.
L'industrie, qui n'a qu'une place marginale dans l'économie du village, est représentée par la fabrication de meubles et de chaussures, ainsi que par une usine de conditionnement des oranges.

## Patrimoine

### Monuments
- Église paroissiale. Dédiée à saint Pierre et saint Paul. Construite sur les fondations de l'église précédente, elle fut achevée en 1909. Le clocher date de 1880
- Ermitage de Saint-Michel, datant du XVIIe siècle, édifié sur les restes d'un précédent ermitage; on peut admirer les vestiges d'une villa romaine non loin de là.
- Moulin à riz datant de 1850.

### Fêtes locales
- Fête patronale : célébrée le 29 juin, en l'honneur des saints patrons du village, saint Pierre et saint Paul.

### Sources
- (es) Varaciones de los municipios de España desde 1842, Ministerio de administraciones públicas, octobre 2008, 364 p. (lire en ligne) [PDF]